# Henrietta Muir Edwards
Henrietta Muir Edwards, född 18 december 1849 i Montréal, död 10 november 1931 i Fort Macleod, var en kanadensisk kvinnorättsaktivist. 
Edwards, som föddes i Montréal och sedermera flyttade till Alberta, stred i fyra decennier för kvinnors rösträtt, kvinnors egendomsrätt och kvinnors politiska rättigheter. Hon förespråkade också offentliga bibliotek, mödrapeng, reformer av Kanadas fängelsesystem samt jämlikhet vid skilsmässor. I fyra decennier arbetade hon för dessa mål, ofta i samarbete med olika missionärsförbund. 
Under sin karriär grundade hon även tre organisationer. I Montréal grundade hon, tillsammans med sin syster Amelia, Working Girls Association 1875. 1893 grundade hon the National Council of Women and the Victorian Order of Nurses tillsammans med Lady Aberdeen. Tillsammans med Lady Aberdeen grundade hon även the Victorian Order of Nurses in 1897.
Edwards var en av "The Famous Five" (även kallade "The Valiant Five"), ihop med Emily Murphy, Nellie McClung, Louise McKinney och Irene Parlby, vilka krävde att kvinnor skulle få ta plats i Kanadas senat eftersom även kvinnor är människor. Oktober 2009 röstade Kanadas senat för att Edwards och de övriga i Famous Five-gruppen skulle kallas för Kanadas första "honorary senators".

## Publiceringar
- Legal Status of Women in Canada (1917)
- Legal Status of Women in Alberta (1921)